# 日本就战争道歉发言列表
日本就战争道歉发言列表内总结了第二次世界大战后日本政府官員、首相就战争表示抱歉、反省、沉痛或遺憾的发言。战争结束后，日本于1945年9月2日在美国海军密苏里号战舰举行了投降仪式，随后接受了波茨坦公告。
在東南亞、韓国、朝鲜、中华人民共和国和中華民國，要求日本政府就战争道歉是個依然存在的话题，许多百姓和政府官员都指責日本官方从未对发动战争及戰爭罪行道歉，或含糊其辭。2010年12月，一个台湾慰安妇指责“日本政府仍然拒绝道歉的所作所为是我所不能接受的”，中华民国总统马英九也说“日本政府有责任承认自己犯过的错误，并向受到侵略的其他国家道歉”。2015年2月14日，菲律宾“铭记马尼拉1945基金会”举办马尼拉战役70周年纪念活动，該會主席罗查讲述他亲眼所见的二战期间日军暴行，要求日本承认日军暴行並正式道歉，“不要试图篡改历史”；菲律宾前总统拉莫斯則說，马尼拉战役期间菲律宾10万名平民惨遭日军杀害的历史事实“无可争辩”。
一份2010年的统计报告指出，24％的韩国人仍然觉得日本从来没有为殖民统治道歉，而58％的韩国人认为日本没有充分道歉。

## 1950年代
- 1957年，首相岸信介对缅甸人民说：“我们对在战争中我们对缅甸人民的作出的伤害深表抱歉。作为赎罪，哪怕只是消解一部分的伤痛，日本愿做出所有的战争赔偿。今日的日本不是过去的日本，而是像我们宪法所表明的，一个热爱和平的国家。[8]
- 1957年，首相岸信介访问澳大利亚时说：“出于我正式的责任，和我个人的渴望，我向澳大利亚人民表达我们对战争中发生的事情深表抱歉”。[9][10]

## 1960年代
- 1965年2月17日，外相椎名悦三郎应韩国外务部部长李东元的邀请访问韩国，首次就过去的历史问题向韩国表示公开道歉。[11]

## 1970年代
- 1972年9月29日，首相田中角榮发表《中华人民共和国政府和日本国政府联合声明》，其中表示：「日本方面痛感日本國過去由於戰爭給中國人民造成的重大損害的責任，表示深刻的反省。日本方面重申站在充分理解中華人民共和國政府提出的『復交三原則』的立場上，謀求實現日中邦交正常化這一見解。中國方面對此表示歡迎。」 [12][13]

## 1980年代
- 1982年8月24日，首相鈴木善幸：「我沉痛地了解到，日本在过去的战争中所造成的严重伤害负有责任。」「有必要認識對於『侵略』的批評。」[14]

- 1982年8月26日，內閣官房長官宮澤喜一：「一、日本政府和日本國民深刻認識到過去我國的行為，曾經給包括韓國、中國等亞洲各國的國民以極大的痛苦和損害，站在反省和決心不能讓這類事件再度發生的立場上，走上了和平國家的道路。我國對韓國，曾在昭和40年的《日韓聯合公報》中，闡述了『過去的關係令人遺憾，對此進行深刻反省』的認識，對中國，則在《日中聯合聲明》中，闡述了『痛感過去日本國通過戰爭，給中國國民造成重大損害的責任，對此進行深刻反省』的認識。這也就確認了，上述我國的反省和決心，這種認識現在也沒有任何改變。二、該《日韓聯合公報》，《日中聯合聲明》的精神，在我國的學校教育，教科書審定之際，也當然應該受到尊重，而今天韓國、中國等國家對於此有關的我國教科書的記述，提出了批評。作為我國，在推進同亞洲近鄰諸國友好、親善的基礎上，要充分聽取這些批評，政府有責任予以糾正。三、為此，在今後的教科書審定時，要經過教學用圖書調查審議會的審定，修改審定標準，充分實現上述宗旨。已經審定過的教科書，今後要迅速採取措施，實現上述同樣宗旨。在實施這些之前，作為措施，文部大臣要表明見解，使上述第二項宗旨充分反映在教育方面。四、作為我國，今後也要努力促進同近鄰國家國民的相互理解，發展友好合作關係，對亞洲乃至世界的和平與穩定作出貢獻。」[15]

- 1984年9月7日，首相中曾根康弘：「為貴國及貴國人民帶來了極大的困難」，「感到深深的遺憾」[16]

- 1989年4月12日，中國總理李鹏访日，天皇明仁在会见时谈到中日间不幸历史时，第一次以「表示遗憾」这种方式表達歉意。[17]

## 1990年代
- 1990年4月18日，外相中山太郎。「韓國人被強制遷移到庫頁島勞動，違反了自己的意願，而是根據當時日本政府的意思。（他們在）戰爭結束後仍然不能回到祖國，只能留在當地生活。日本對此悲劇抱着至誠的歉意。」[18]

- 1990年5月24日，天皇明仁。「我國帶來這一不幸時期，想到貴國（韩国）的人民感受到的苦況，我只能感到痛惜之情。」[19]

- 1990年5月25日，首相海部俊樹。「過去一段時期，朝鮮半島的各位人士因為我國的行為而經歷了難以承受的痛苦和悲傷。藉着歡迎總統閣下這一機會，我作出謙虛的反省，並希望表達率直的歉意。」[20]

- 1992年1月16日，首相宮澤喜一。「我們日本國民，首先必須想起過去一段時期，貴國國民因為我國的行為而經歷了難以承受的痛苦和悲傷這一事實，而且不得忘記反省之情。作為總理，我希望再次對貴國國民表達反省及歉意之情。」[21]

- 1992年1月17日，首相宮澤喜一。「關於我國與貴國的關係，我們不得忘記在數千年的交流之中，在歷史上的一段時期，我國是加害者、貴國是被害者這一事實。朝鮮半島的各位人士因為我國的行為而經歷了難以承受的痛苦和悲傷，我想藉此再次表明衷心的反省及道歉之意。最近有人提及所謂從軍慰安婦的問題，我認為這種事情實在令人痛心，實在是非常抱歉。」[22]

- 1992年7月6日，内閣官房長官加藤紘一。「不論國籍、出身地，作為所謂從軍慰安婦而感受過難以描述的痛苦的所有人士，政府希望再次表達衷心的歉意及反省之情。［我們］堅決不重複這樣的過去。在這樣的深刻反省及決意之下，日本將堅持和平國家的立場，並致力建設面向未來的新日韓關係，以及與毗鄰各亞洲國家及地區的關係。」[23]

- 1993年8月4日，內閣官房長官河野洋平發表了有關慰安婦關係調查結果，後稱《河野談話》。「無可否認，這件問題在軍方的參與下，深深損害了眾多女性的名譽及尊嚴。政府藉此機會，再次不論國籍、出身地，向作為所謂從軍慰安婦而感受過多次痛苦、身心負着難以癒合的傷口的所有人士，致以衷心的歉意及反省之情。」 [24]

- 1993年8月23日，首相细川护熙。「經過四十八年，我國現在得以成為享受繁榮與和平的國家。這是建於上次大戰中可敬的犧牲之上，是先輩人士功績的成果，我認為決不能忘記。我們希望藉此機會，要向世界明確表示反省過去的歷史，以及嶄新的意志。首先在此，由於我國過去的侵略行為及殖民地支配等，而感受過難以承受的痛苦與悲傷，我們再次致以深切的反省與歉意之情。」[25]

- 1993年9月24日，首相细川护熙。「我使用了『侵略戰爭』、『侵略行為』詞語，以直率地表達一項共同的理解：過去我國的行為令很多人感受難以承受的痛苦與悲傷，並再次致以深切的反省與歉意之情。」[26]

- 1994年8月31日，首相村山富市。「過去一段時期，我國所作的行為不止為國民帶來眾多犧牲，更給亞洲鄰近諸國的人們留下難以癒合的傷痕。我國過去的侵略行為及殖民地支配等，令眾多人士感受到難以承受的痛苦與悲傷；對此，我基於深刻的反省、決心不戰之情，認為日本前進的道路，是要竭盡所能地邁向創造世界和平。我國必須正視與亞洲鄰近諸國關係的歷史。日本國民與鄰近諸國國民攜手為亞洲、太平洋開拓未來，不可或缺的是克服雙方痛苦後所建立的互相理解與互相信賴此一穩固基礎……所謂從軍慰安婦問題，是深深傷害了女性的名譽與尊嚴的問題，我想在此機會再次表達衷心的反省及歉意之情。包含這類問題在內，我國認為表示歉意與反省之情［的方法］，是要正視並正確地告訴後世過去的歷史，以及努力進一步推進與相關國家的互相理解。本計劃繼承了這一種心情。」[27]

- 1995年6月9日，眾議院決議。「正值二戰戰後五十年，本院謹向全世界的戰爭受難者及犧牲者致以追悼之情。另外，念及世界近代史眾多殖民地支配及侵略行為，認識到我國在過去作出這樣的行為，並尤其給亞洲諸國國民帶來痛苦，本院表示深切的反省之情。」[28]

- 1995年7月，首相村山富市。「所謂從軍慰安婦……這個問題，在日本軍的參與下，深深傷害了很多女性的名譽與尊嚴，這是完全不能原諒的。從軍慰安婦身心負着難以癒合的傷痕，我對此致以深切的歉意。」[29]

- 1995年8月15日，首相村山富市發表談話，後稱《村山談話》。「我國在不久的過去一段時期，國策有錯誤，走了戰爭的道路，使國民陷入存亡的危機，殖民統治和侵略給許多國家，特別是亞洲各國人民帶來了巨大的損害和痛苦。為了避免未來有錯誤，我就謙虛地對待毫無疑問的這一歷史事實，謹此再次表示深刻的反省和由衷的歉意。同時謹向在這段歷史中受到災難的所有國內外人士表示沉痛的哀悼。戰敗後50週年的今天，我國應該立足於過去的深刻反省，排除自以為是的國家主義，作為負責任的國際社會成員促進國際協調，來推廣和平的理念和民主主義。與此同時，非常重要的是，我國作為經歷過原子彈轟炸的唯一國家，包括追求徹底銷毀核武器以及加強核不擴散體制等在內，要積極推進國際裁軍。我相信只有這樣才能償還過去的錯誤，也能安慰遇難者的靈魂。 」[30]

## 2000年代
- 2001年10月8日，首相小泉纯一郎。“今天我有机会参观了这个纪念馆，再一次痛感到战争之悲惨。我对遭受侵略而牺牲的中国人民感到由衷的歉意和哀悼，怀着这种心情观看了这里的许多展览。我感到，决不允许再次发动战争，些许这是对因战争惨剧而倒下的人们的一种告慰吧。我们都会在这样的心情下认识到，日中关系是不仅仅有益于日中两国的友好和平，同时也有益于亚洲和平及世界和平的非常重要的双边关系。” [31]

- 2005年4月22日，首相小泉纯一郎。对于过去殖民统治和侵略“深刻反省和发自内心的道歉”，强调今后日本也将继续走“和平国家”的路线。[32]

- 2005年8月15日，首相小泉纯一郎發表談話，後稱《小泉谈话》。“我国由于殖民统治和侵略给许多国家、特别是给亚洲各国人民带来了巨大的损害和痛苦。我谦虚地对待这一历史事实，谨此再次表示深刻的反省和由衷的歉意。同时谨向在那场大战中遇难的所有国内外人士表示沉痛的哀悼。我们决心不淡忘这一悲惨的战争的教训，决不会再次使兵戎相见，为世界的和平与繁荣做出贡献。……我國戰後的歷史正是以實際行動體現對戰爭反省的60年。”[33]

- 2007年3月11日，首相安倍晉三。「向當時心靈受到創傷、飽受艱辛的人士，致以衷心的歉意。……［日本政府］將繼承［1993年］官房長官河野洋平的談話，這是一貫的立場。……前首相小泉純一郎以及橋本龍太郎都給前慰安婦寄出［表示道歉的］信函，那樣的心情完全沒有變化。」[34]

- 2007年3月26日，首相安倍晉三。「此刻，我在這裡以首相的身份致歉，我們的立場在『河野談話』裏已經表明。我對經歷過那些困境的人感到同情，我為他們在當時被置身於那樣的環境表示歉意。」[35]

- 2008年10月25日，參加第七屆亞歐首腦會議的首相麻生太郎在回國前，接受了中國央視《高端訪問》欄目的採訪，表示願意對「日本的殖民統治和侵略表示深刻的反省和由衷的歉意」，並不認同中國威脅論的可能[36]。

- 2009年5月9日，日本政府通过日本驻美國大使馆向巴丹死亡行军事件中受到伤害的美国战俘道歉。[37]

## 2010年代
- 2010年2月11日，外相冈田克也出席了在韩国外交通商部厅舍举行的韩日外长会谈，并在会谈后的记者会中称：“我能理解失去国家，且韩国人的民族自尊心受重创的心情。我认为应该铭记被合并方的痛苦，并绝不能忘记受害者的心情。在此基础上，我们要展望今后的一百年，并加强走向未来的友好关系。”[38]

- 2010年8月10日，在韓日強制合併100周年即將到來之際，首相菅直人在內閣會議上發表謝罪談話，菅直人说：“要拿出勇氣直面歷史，承認歷史，並真誠地反省過去的錯誤。給人帶去痛苦的一方輕易就會忘記歷史，但承受痛苦的一方往往會難以忘卻。對於殖民統治造成的損失和痛苦，將痛徹反省，由衷地表示歉意。”[39]

- 2010年9月13日，外相冈田克也在与二战期间被日军俘虏的美国老兵会晤时表示：“在战争中，你们都受到了不人道的待遇，境况艰难。我谨代表日本政府，向各位表达深深的、诚挚的歉意。”[40]

- 2010年12月7日，首相菅直人为二战期间实施殖民统治向韩国人道歉。[41]

- 2011年3月3日，外務大臣前原誠司就日軍的殘酷對待向一群曾被日軍俘虜的澳洲軍人道歉[42]。

- 2011年12月8日，外務大臣政務官（日语：外務大臣政務官）加藤敏幸（日语：加藤敏幸）為日軍於香港戰役中對加拿大軍人的態度和行為道歉[43]。

- 2013年1月9日，前首相鳩山由紀夫在南京向日軍戰爭罪行的受害者正式道歉，並敦促日本政府承認日中兩國之間存在領土主權爭議[44]。

- 2013年11月，前首相鳩山由紀夫在香港城市大學出席講座時兩次為日軍侵華行為道歉，並認為即使國家處於戰爭時期這些暴行也不可接受，而他作為日本平民有義務為此向中國人民致歉。他表示，曾到南京大屠杀遇难者纪念馆參觀，親身面對眾多歷史事實，從照片看到日軍在城內殺害無辜平民，也讀到日本媒體在當時如何讚揚這些暴行。他指日本有責任宣佈永久中止戰爭，以澄清國際間的爭論，並向全球宣揚非軍國主義[45]。

- 2015年8月14日，首相安倍晋三在战争结束七十周年之际經内阁会议同意發表談話[46]：「在國內外所有死遇者面前，深深地鞠躬，並表示痛惜，表達永久的哀悼之意」，在慰安妇問題上，表示「我們也不能忘記，在戰場背後被嚴重傷害名譽與尊嚴的女性們的存在」。「我國對在那場戰爭中的行為多次表示深刻的反省和由衷的歉意」同時表示「這些歷代內閣的立場今後也將是堅定不移的」。

- 2015年8月15日，天皇明仁在日本战败70周年纪念日全国战死者追悼仪式并发表致辞：「在回顾过去、对先前战争深刻反省的基础上，我殷切期盼战争惨祸不再重演」[47]。

## 2020年代
- 2020年8月15日，天皇德仁在日本战败75周年纪念日全国战死者追悼仪式并发表致辞：「回顾过去，在深刻反省的基础上，深切祈祷战争灾祸不再重演」[48]。